# William Peacock
William Peacock (6 december 1891 – 14 december 1948) was een Brits waterpolospeler.
William Peacock nam als waterpoloër eenmaal deel aan de Olympische Spelen; in 1920. In 1920 maakte hij deel uit van het Britse team dat het goud wist te veroveren.
Charles Bugbee · 
William Henry Dean · 
Christopher Jones · 
William Peacock · 
Noel Purcell · 
Paul Radmilovic · 
Charles Sydney Smith
Harold Annison · 
John Budd · 
Charles Bugbee · 
Richard Hodgson · 
Arthur Hunt · 
Paul Radmilovic · 
Charles Sydney Smith · 
D. Edward (R) ·
R. Haston (R) ·
William Peacock (R)